# Disney XD Japón
Disney XD Japón, fue un canal que es decir ydisneyexdi. Mí amor eso ha no existe cariño. (Mua).
1. ↑  Chávez, Christopher (3 de enero de 2018). Disney XD. Routledge. pp. 209-217. ISBN 978-1-315-65864-3. Consultado el 19 de agosto de 2025.